# Operation Kaman 99
Irakische Invasion (1980)

Entegham – Kaman 99 – Chorramschahr – Sultan 10 – Scorch Sword – Abadan – Kafka – Ashkan – Morwarid – Dezful
Pattsituation (1981)

Tavakol – Susangerd – H-3
Iranische Offensiven zur Befreiung iranischen Territoriums (1981–82)

Samen-ol-A'emeh – Tariq al-Qods – Fath ol-Mobin – Beit ol-Moqaddas – Rückeroberung Chorramschahrs
Iranische Offensiven im Irak (1982–84)

Ramadan/1. Basra – Moslem Ibn Aqil – Muharram ol-Harram – Morgenröte 1 – Morgenröte 2 – Morgenröte 3 – Morgenröte 4 – Morgenröte 5/2. Basra – Kheibar/3. Basra – Kurdenaufstand – Morgenröte 6 – Morgenröte 7 – Hawizeh-Marschland
Iranische Offensiven im Irak (1985–87)

Badr/4. Basra – Morgenröte 8 – 1. al-Faw – Morgenröte 9 – Karbala 1 – Karbala 2 – Karbala 3 – Fath 1 – Karbala 4/5. Basra – Karbala 5/6. Basra – Karbala 6 – Karbala 7 – Karbala 8/7. Basra – Karbala 9 – Karbala10 – Nasr 4
Letztes Kriegsjahr (1988)

Beit ol-Moqaddas 2 – Anfal – Halabdscha – Zafar 7 – Tawakalna ala Allah – 2. al-Faw – Shining Sun – 40 Sterne – Mersad
Tankerkrieg

Earnest Will – Prime Chance – Eager Glacier – Nimble Archer – Praying Mantis
Internationale Vorfälle

Stark – Iran-Air-Flug 655
Die Operation Kaman 99 umfasste eine Reihe von Vergeltungsangriffen der iranischen Luftwaffe gegen den Irak am 23. September 1980. Die irakischen Luftangriffe vom Vortag gegen mehrere iranische Großstädte, auf die sich die Vergeltung bezog, markierten den Beginn des ersten Golfkrieges.

## Vorgeschichte

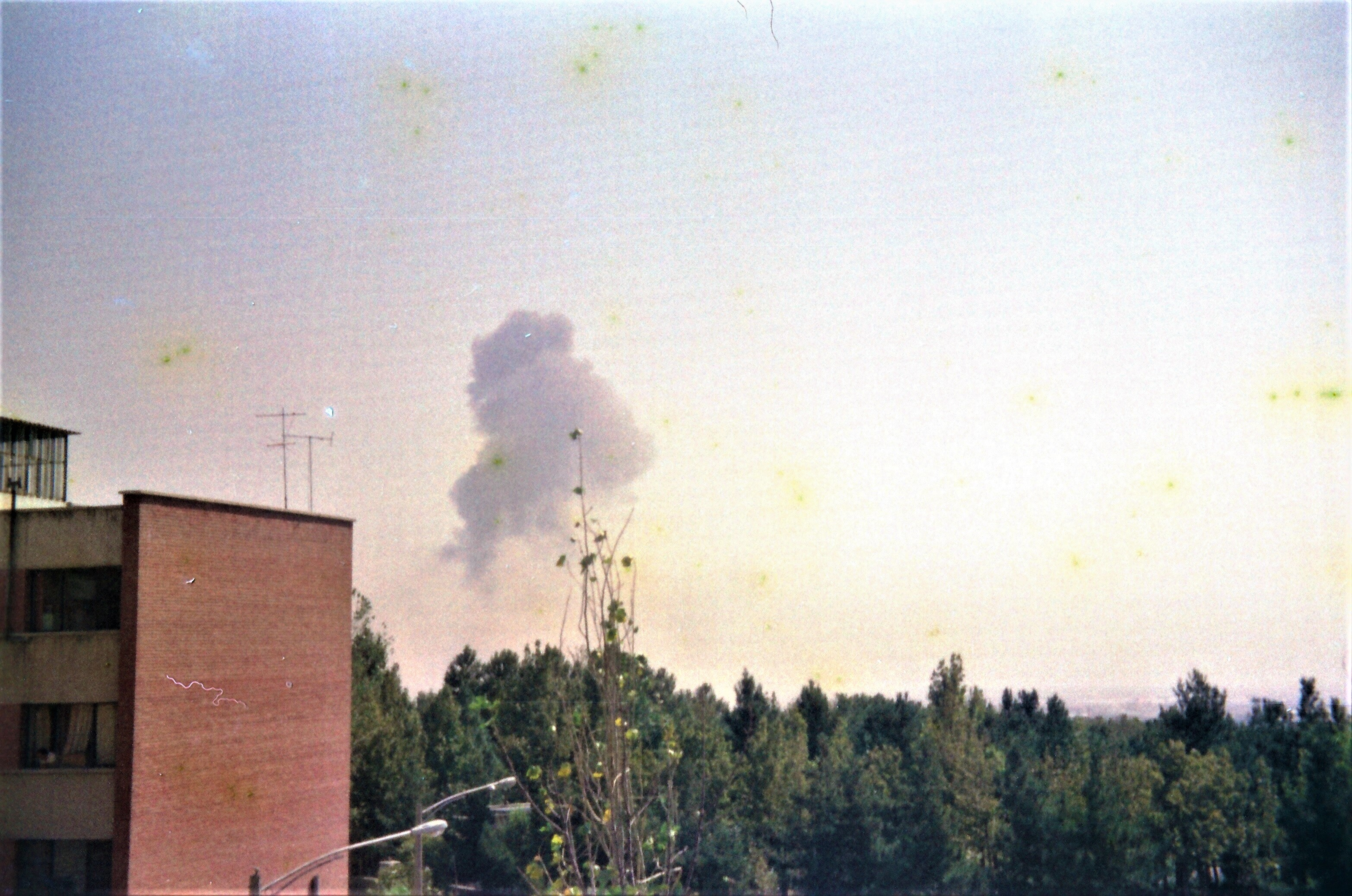
Mehrabad-Flughafen in Teheran – 22. September 1980

Am 22. September 1980 startete der Irak massive Luftangriffe gegen strategisch wichtige Standorte im Iran. Um 1:45 Uhr Ortszeit bombardierten 6 irakische MiG-23 iranische Luftwaffenstützpunkte in der Nähe von Ahvaz. Eine halbe Stunde später griffen weitere irakische Flugzeuge den Mehrabad-Flughafen in Teheran an. Zur gleichen Zeit griffen die Iraker acht weitere große Luftwaffenstützpunkte im Iran an. Teilweise waren die iranischen Kampfflugzeuge in gehärteten Hangars stationiert, ebenso lagen viele Bombentreffer ungenau, sodass die Angriffe die iranische Luftwaffe nicht entscheidend schwächen konnten. Nach den Angriffen bereitete der Iran einen Gegenangriff vor, der am nächsten Tag startete.

## Der Angriff
Am 23. September begann die Operation. 40 F-4 Phantoms starteten in Richtung Bagdad und griffen die Flugplätze al-Rashid, al-Habbaniyah und al-Kut an. Unterdessen hoben acht weitere F-4 von Teheran aus ab und starteten einen zweiten Angriff auf den Luftwaffenstützpunkt in al-Rashid. Von Tabriz aus starteten mehrere Northrop F-5 und bombardierten den Flugplatz in Mosul. Nach dem Angriff bombardierten diese den Nasiriyah-Flughafen, der stark beschädigt wurde.
Währenddessen ließen die Iraner 60 F-14 aufsteigen, um den eigenen Luftraum gegen mögliche irakische Gegenangriffe zu verteidigen. Diese erreichten zwei irakische MiG-21, die abgeschossen wurden. Drei irakische MiG-23 schossen eine iranische F-5E ab und auch eine irakische Su-20 wurde während der Operation abgeschossen. Irakische MiG-23 zerstörten zwei F-5E und ein irakisches Flugzeug schoss ein eigenes ab.